# Дольгесхайм
Дольгесхайм (нем. Dolgesheim) — община в Германии, в земле Рейнланд-Пфальц. 
Входит в состав района Майнц-Бинген. Подчиняется управлению Гунтерсблум.  Население составляет 933 человека (на 31 декабря 2010 года). Занимает площадь 6,55 км².